# Lentillac-du-Causse
Lentillac-du-Causse is een gemeente in het Franse departement Lot (regio Occitanie) en telt 109 inwoners (2009). De plaats maakt deel uit van het arrondissement Cahors.

## Geografie
De oppervlakte van Lentillac-du-Causse bedraagt 12,9 km², de bevolkingsdichtheid is dus 8,4 inwoners per km².
De onderstaande kaart toont de ligging van Lentillac-du-Causse met de belangrijkste infrastructuur en aangrenzende gemeenten.

## Demografie
Onderstaande figuur toont het verloop van het inwonertal (bron: INSEE-tellingen).